# ONO
Das ONO ist ein spartenübergreifender Kulturbetrieb in der Altstadt von Bern. Es ist  aus dem Kleintheater Kramgasse 6 in der Altstadt hervorgegangen. In diesem waren seit den 1950er und 1960er Jahren deutschsprachige und schweizerische Erstaufführungen namhafter Bühnenautoren zu sehen. Das ONO bietet seit 2003 verschiedene Schwerpunktreihen wie Sounds, Jazz, Klassik, bildende Kunst, Literatur, Tanz und Theater an.

## Kleintheater Kramgasse 6
1953 gründete der Jurist Robert Senn an der Kramgasse 6 in Bern das Kleintheater Kramgasse 6. Es wurde am 31. Dezember 1953 mit der ersten Vorstellung des Berner Kabaretts Muusefalle eröffnet und gilt als das älteste Kleintheater der Stadt Bern. 1961 übernahmen Thomas Nyffeler und Paul Roland gemeinsam die Direktion des Kleintheaters, welche Thomas Nyffeler ab der Spielzeit 1964/65 bis 2003 ohne festes Kernensemble alleine weiterführte. Unter der Regie von Nyffeler, Roland und weiteren Regisseuren brachte das Kleintheater zahlreiche Schweizer oder Berner Erstaufführungen auf die Bühne (z. B. Handkes Publikumsbeschimpfung (1967), Becketts Spiel (1963), Kroetz' Oberösterreich (1973), Stücke von Albee, Marc Camoletti, Feydeau, Tschechow und auch die erfolgreiche Inszenierung von Borcherts Draussen vor der Tür mit Norbert Klassen).
Die Schauspieler wurden in der Regel im Stückvertrag angestellt. Gastspiele verschiedener freier Gruppen (Schauspiel sowie Cabaret-, Clown- und Liedprogramme) ergänzten das Programm. Von 1961 bis 1974 wurden pro Spielzeit durchschnittlich sieben bis acht Eigenproduktionen gezeigt. In den achtziger Jahren zeigte das Kleintheater vor allem Stücke zeitgenössischer Autoren (z. B. Manuel Puig, Christine Brückner, Jürg Laederach, Dorst).
Das Kleintheater Kramgasse 6  konnte einige grosse Namen verzeichnen. Unter anderen gastierten 1954 der Mime Roy Bosier, 1956 Harald Szeemann (Einmannkabarett Tendances actuelles. Heute rot - morgen tot) oder auch Daniel Spoerri (u. a. 1956 deutschsprachige Erstaufführungen von Ionescos Die kahle Sängerin und von Picassos Wie man Wünsche am Schwanz packt in der Übersetzung von Meret Oppenheim).

## ONO
2003 übergab Nyffeler die Leitung an Daniel Kölliker, der das Lokal nach einem Umbau am 1. Januar 2004 in der Rechtsform eines Vereins unter dem neuen Namen «ONO Bühne Galerie Bar» als Mehrspartenbetrieb wieder eröffnete und somit ein Forum für Kunstschaffende verschiedenster Sparten bietet. Das Nebeneinander verschiedener Kunstrichtungen und -szenen war schon im Kleintheater Kramgasse 6 charakteristisch und diese Experimentierfreudigkeit wird auch im ONO weitergeführt.
Neben renommierten Künstlern treten regelmässig auch unbekannte Kunstschaffende sowie Nachwuchskünstler auf.

## Künstler
- Paed Conca
- Clown Dimitri
- Heidi Happy
- Lukas Hartmann
- Jaël
- Hans Koch
- Pedro Lenz
- Urs Mannhart
- Agnes Obel
- Ruth Schweikert
- Irene Schweizer
- Daniel Spoerri
- Harald Szeemann
- Michael von der Heide
- Ray Wilson